# Uzlencovité
Uzlencovité (Combretaceae), česky též vrcholákovité nebo kombretovité, je čeleď vyšších dvouděložných rostlin z řádu myrtotvaré (Myrtales). Jsou to dřeviny, rozšířené v tropech celého světa. Některé nápadně kvetoucí druhy jsou v tropech pěstovány jako okrasné dřeviny. Plody vrcholáku pravého a některých dalších druhů jsou jedlé. Vrcholáky poskytují vyhledávané dřevo. Různé druhy uzlencovitých mají význam také jako léčivé rostliny.

## Popis
Zástupci čeledi uzlencovité jsou opadavé nebo stálezelené stromy, keře, polokeře a liány s jednoduchými střídavými nebo vstřícnými listy bez palistů nebo s palisty velmi redukovanými. Některé druhy mají trnité stonky. Listy jsou povětšině celokrajné, pýřité, někdy se žlaznatými chlupy. Žilnatina je zpeřená. V paždí žilek na spodní straně listů jsou u mnohých zástupců vyvinuta domatia v podobě kapsovitých až miskovitých prohlubní. Na řapíku jsou často vyvinuty žlázky.
Květenství bývají bohatá, vrcholová nebo úžlabní, hroznovitá, nejčastěji klasy nebo laty. Květy jsou pravidelné nebo poněkud souměrné, jednopohlavné nebo oboupohlavné, 4 až 5-četné. V jednopohlavných květech jsou často přítomny zakrnělé zbytky opačného pohlaví. V květech je vyvinuta češule. Kalich je často velmi drobný, volný nebo s lístky na bázi srostlými. Korunní lístky jsou volné, u některých zástupců koruna chybí. Tyčinek je nejčastěji 8 až 10 ve dvou kruzích, řidčeji 4 až 5 v jednom kruhu. Semeník je spodní, srostlý ze 2 až 5 plodolistů, s jedinou komůrkou a 1 čnělkou. Vajíčka jsou obvykle 2, vyvíjí se pouze jedno. Plodem je nepukavá, jednosemenná peckovice, oříšek nebo křídlatá nažka (samara).

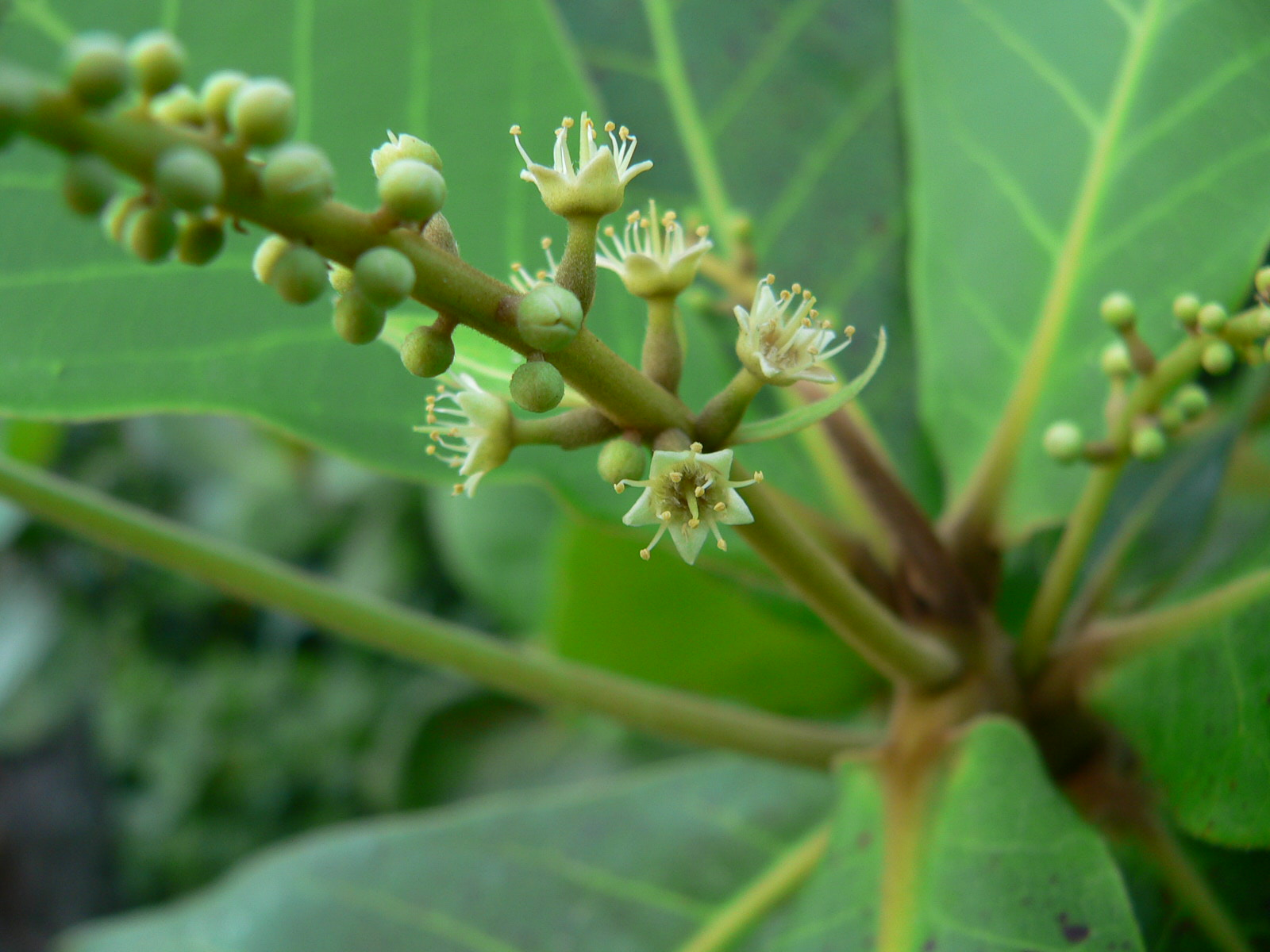
Kvetoucí vrcholák pravý (Terminalia catappa)
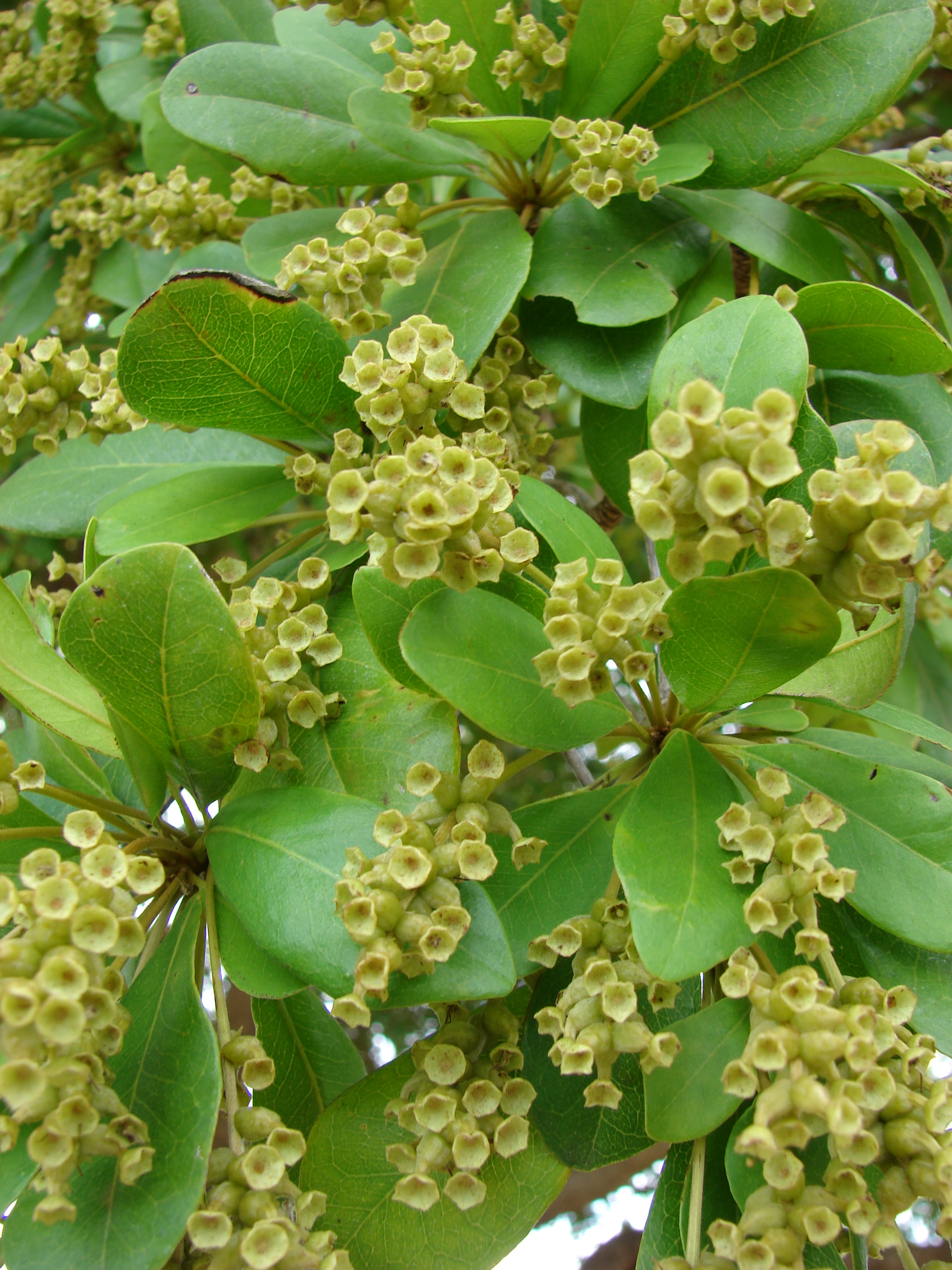
Bucida buceras
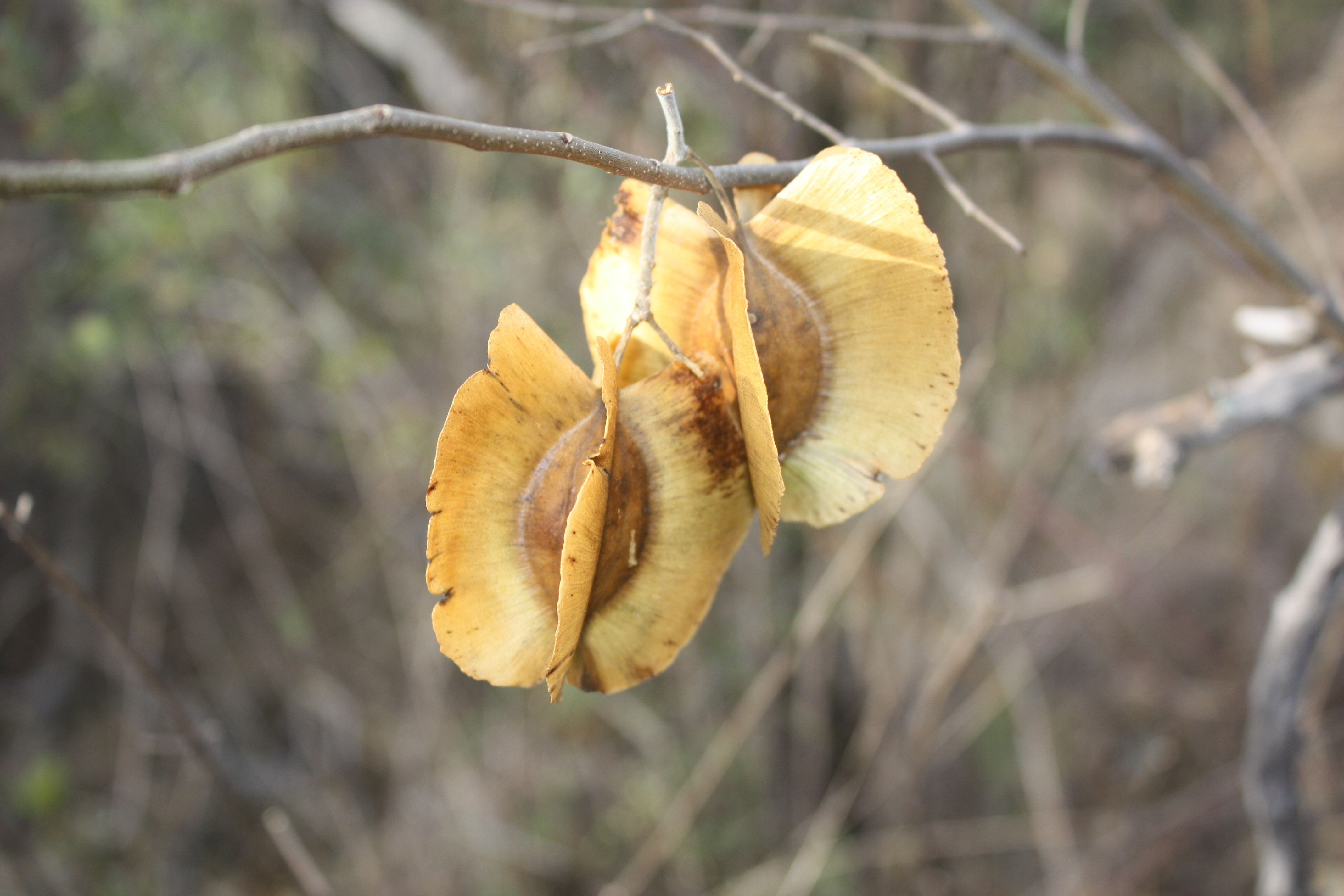
Plody uzlence Combretum zeyheri
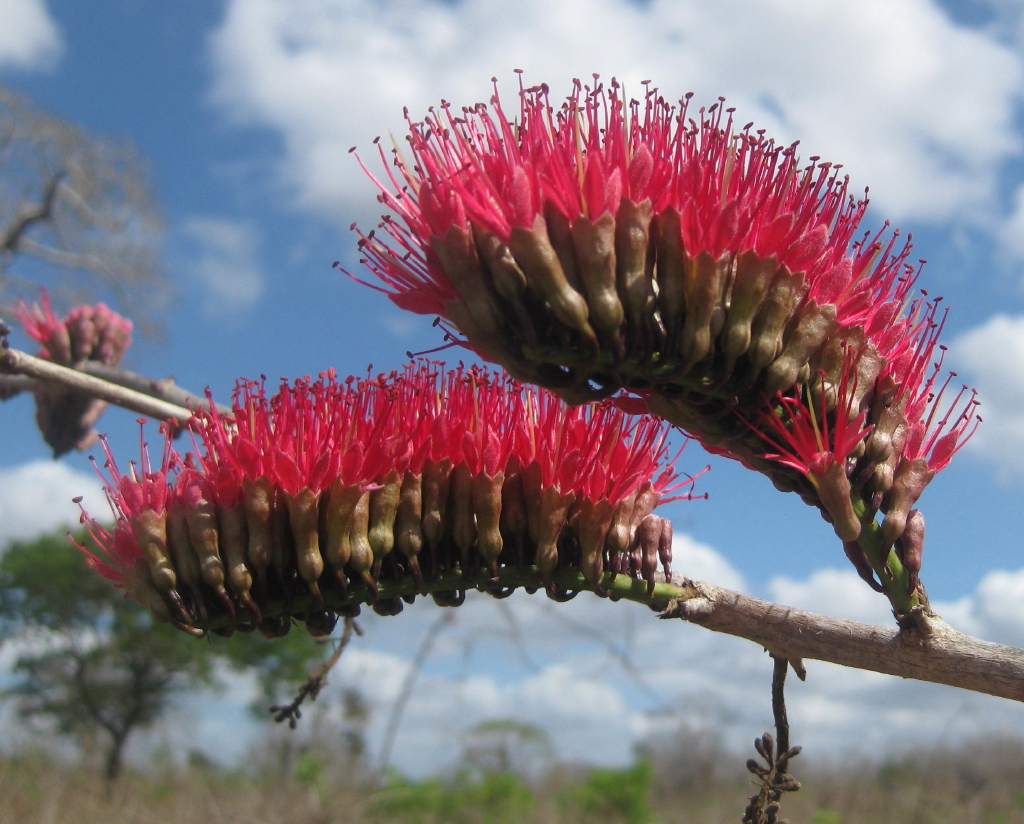
Květenství Combretum holstii
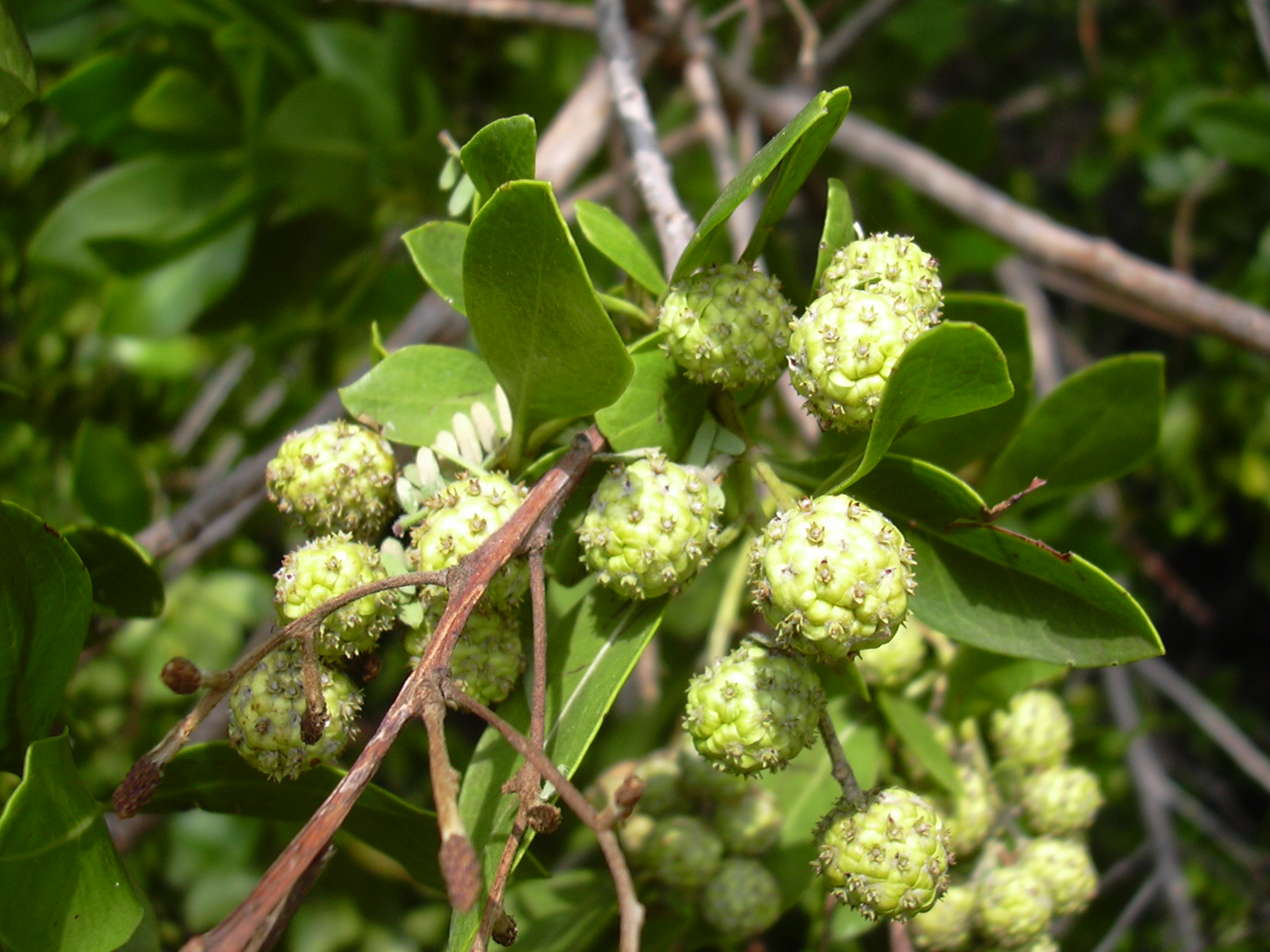
Plody strbouleně Conocarpus erectus
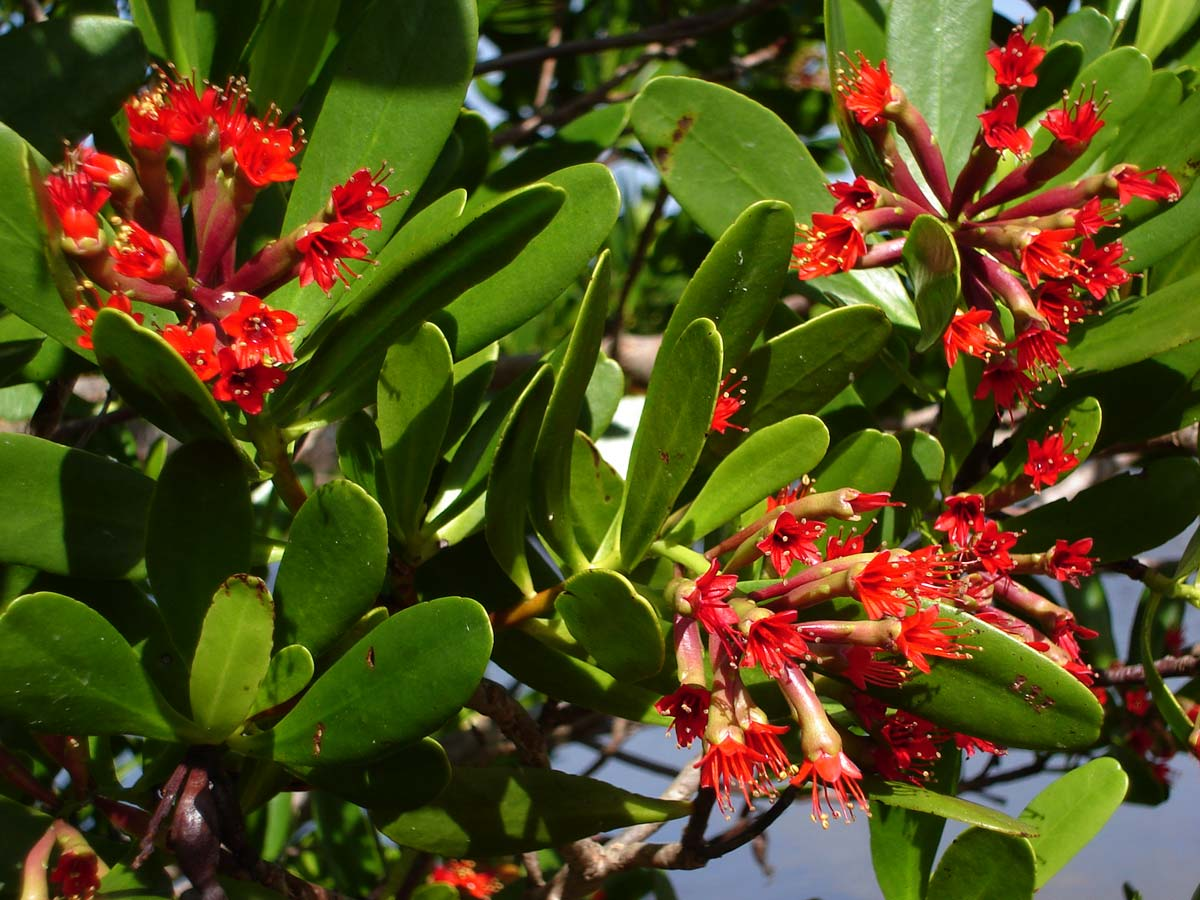
Kvetoucí Lumnitzera littorea

## Rozšíření
Čeleď zahrnuje asi 500 druhů v 11 rodech. Největší rody jsou uzlenec (Combretum, asi 250 druhů) a vrcholák (Terminalia, asi 200 druhů). Uzlencovité jsou rozšířeny v tropech celého světa. V některých oblastech přesahují do teplých oblastí mírného pásu. Rody uzlenec (Combretum) a vrcholák (Terminalia) jsou pantropické, tedy rozšířené v tropech všech kontinentů. V mnohých oblastech tvoří uzlencovité důležitou součást vegetace lesů a savan. Vyskytují se až do nadmořských výšek nad 3000 m. Zastoupeny jsou také v pobřežní mangrovové vegetaci (rody Laguncularia, Conocarpus a Lumnitzera).

## Ekologické interakce
Červené květy nahloučené v nápadných květenstvích bývají opylovány kolibříky a jinými drobnými ptáky, motýli a opicemi. Dlouhé květy hranoplodu indického (Quisqualis indica) jsou opylovány lišaji. Drobné nenápadné květy jsou opylovány nejčastěji včelami a mouchami. Plody buchenavie (Buchenavia) a mnohých druhů vrcholáku (Terminalia) mají dužnaté oplodí a jsou šířeny zvířaty. Kyjovník (Laguncularia) má plody vybavené houbovitou vrstvou, které jsou šířeny vodou. Křídlaté plody uzlenců (Combretum) a některých druhů vrcholáku (Terminalia) jsou šířeny vzduchem.
Domatia, vyvinutá na spodní straně listů mnohých druhů jsou obývána roztoči, kteří pravděpodobně z rostlin odstraňují houby a drobné škůdce.
Kyjovník Laguncularia racemosa roste jako součást mangrove a je plně adaptován na zaplavování slanou vodou. Přebytečná sůl je z rostliny odstraňována prostřednictvím solných žlázek na listech. Semena klíčí již na stromě. Kyslík zajišťují dýchací kořeny – pneumatofory.
Nejvyšší stromy této čeledi dosahují až 50 metrů výšky, taktéž liány dorůstají až 30 metrů.

## Taxonomie
Čeleď Combretaceae je dobře vymezena. V tradičních systémech (Cronquist, Dahlgren, Tachtadžjan) byly řazeny do řádu myrtotvaré (Myrtales) a s nástupem molekulárních metod se na tom nic nezměnilo. Podle kladogramů APG tvoří Combretaceae bazální větev řádu myrtotvaré (Myrtales). Rod Strephonema byl na základě morfologických odlišností někdy řazen do samostatné čeledi Strephonemataceae.

## Zástupci
- bucida (Bucida, syn. Terminalia)
- buchenavie (Buchenavia, syn. Terminalia)
- hranoplod (Quisqualis, syn. Combretum)
- kyjovník (Laguncularia)
- strbouleň (Conocarpus)
- uzlenec (Combretum), česky též kombretum
- vrcholák (Terminalia), česky též mandlovník[6]

## Význam
Semena vrcholáku pravého (Terminalia catappa), stromu pocházejícího z Asie a pěstovaného i jinde v tropech, připomínají chutí i vzhledem mandle. Oplodí asijských druhů Terminalia citrina a T. bellerica je rovněž jedlé. Listy uzlenců Combretum glutinosum a Combretum micranthum, rostoucích v savanách subsaharské Afriky, mají široké medicínské použití. Semena hranoplodu indického (Quisqualis indica) jsou v Indii používána proti hlístům a při léčení chorob zažívacího traktu. Kůra kyjovníku Laguncularia racemosa, rostoucího v karibských mangrovech, je zdrojem tříslovin, podobně jako plody různých druhů vrcholáku (Terminalia). Ze stromu Anogeissus latifolia, rostoucího v indických opadavých lesích, je získávána přírodní pryž známá pod názvem ghatti.
Některé druhy jsou v tropech pěstovány jako okrasné dřeviny, zejména hranoplod indický (Quisqualis indica) a různé druhy uzlenců (Combretum).

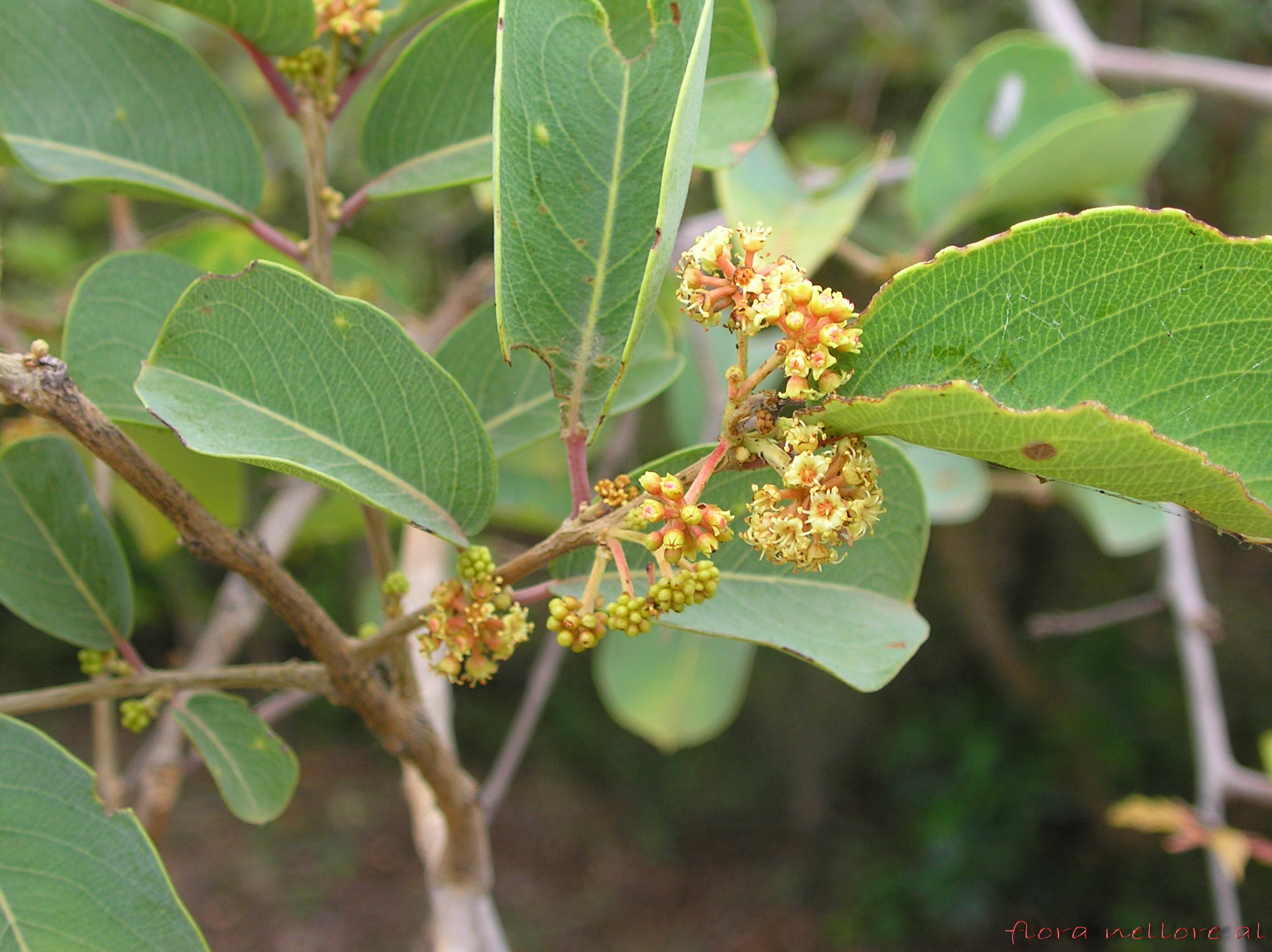
Anogeissus latifolia
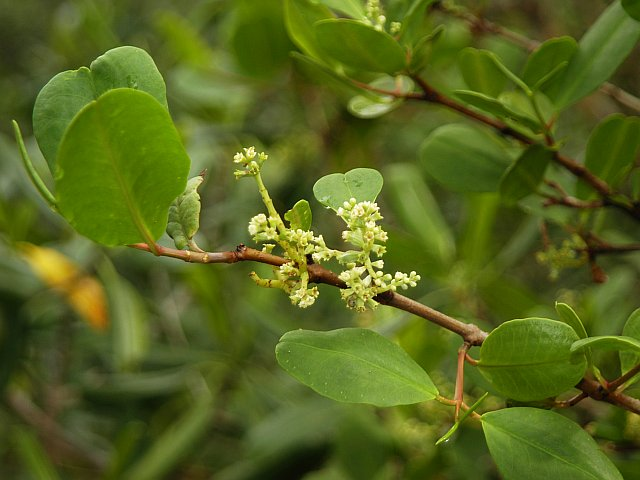
Kyjovník Laguncularia racemosa
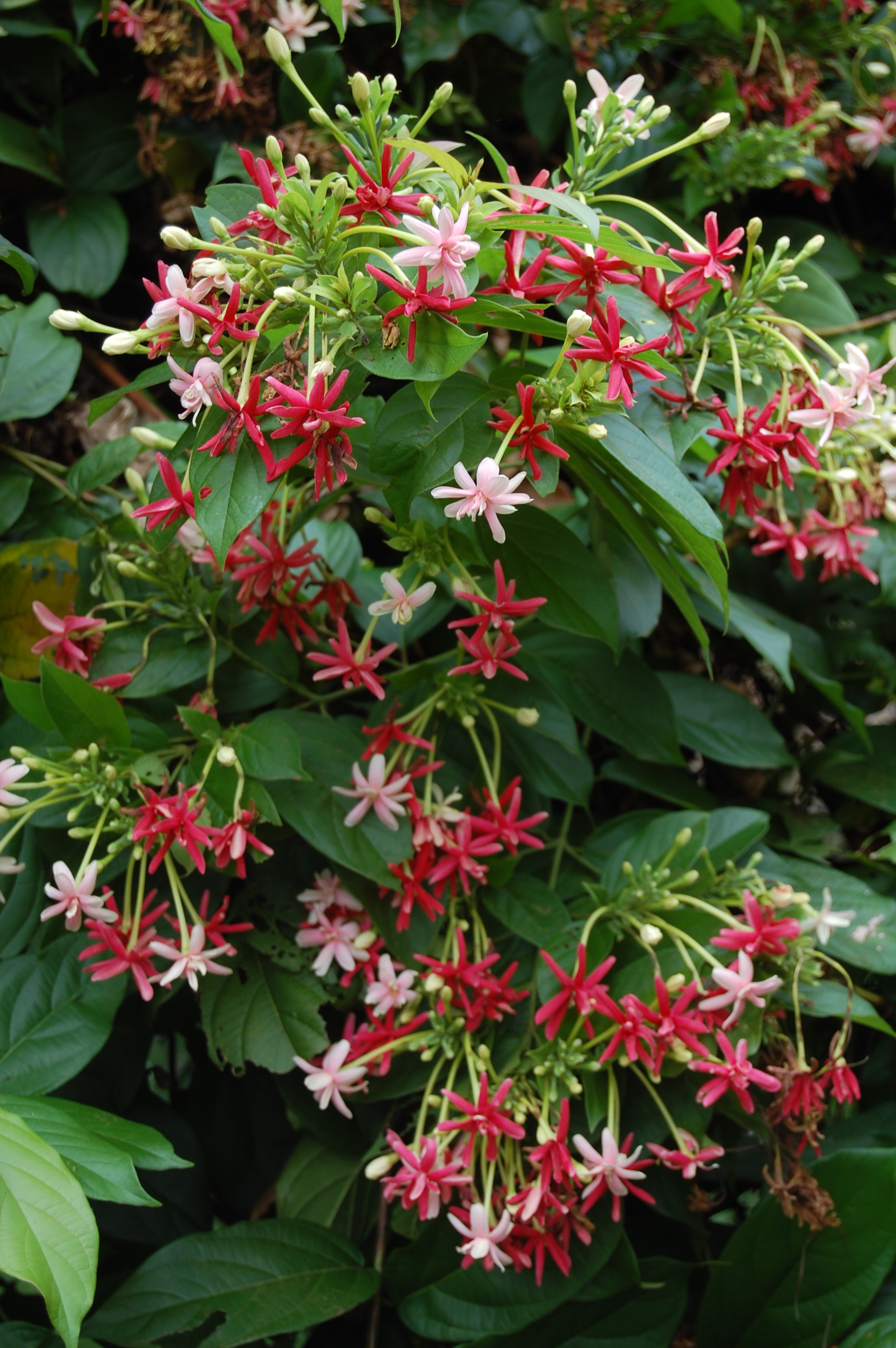
Hranoplod indický (Quisqualis indica)
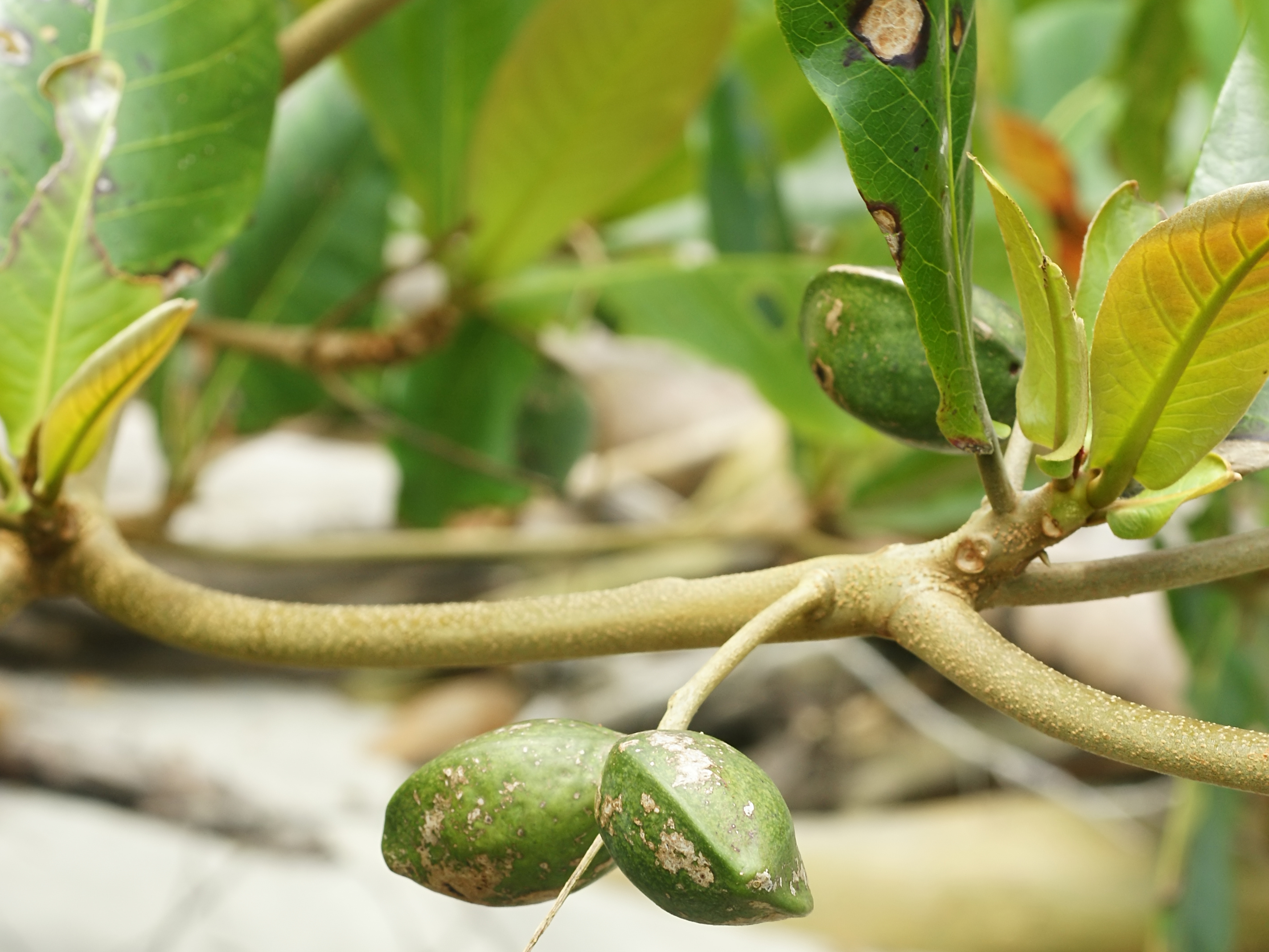
Plody vrcholáku pravého (Terminalia catappa)
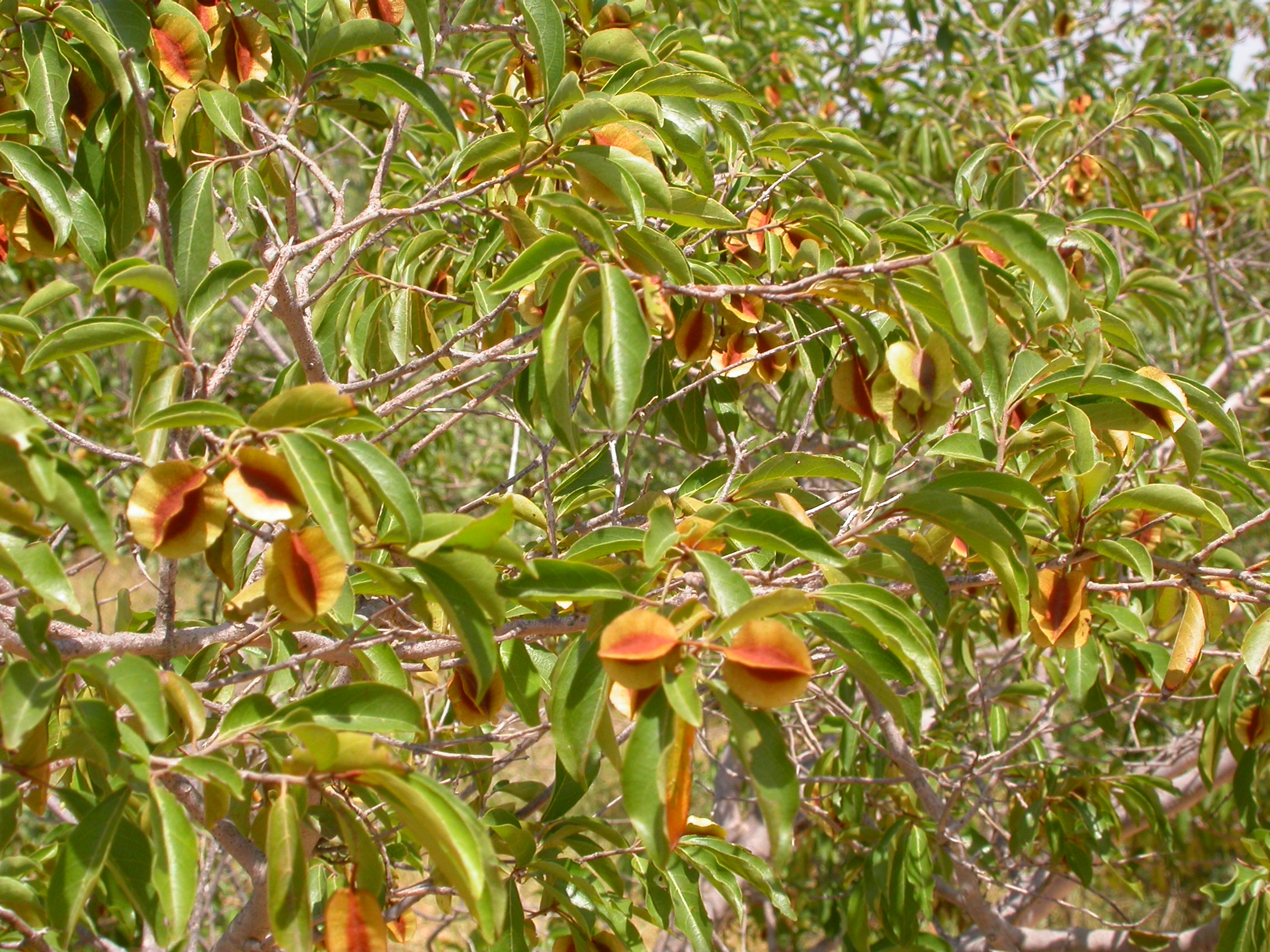
Uzlenec Combretum micranthum

## Přehled rodů
Calycopteris (včetně Getonia),
Combretum (včetně Calopyxis, Meiostemon, Quisqualis a Thiloa),
Conocarpus,
Dansiea,
Guiera,
Laguncularia,
Lumnitzera,
Macropteranthes,
Meiostemon,
Strephonema,
Terminalia (včetně Anogeissus, Buchenavia, Bucida, Pteleopsis, Ramatuela, Terminaliopsis)